# Мусатаев, Канат Бектлеуович
Мусатаев Канат Бектлеуович (каз. Қанат Бектілеуұлы Мұсатаев; род. 6 июня 1970, Кзыл-Орда) — казахстанский футболист, защитник, в 1994 году стал футболистом года в Казахстане. Функционер, тренер.

## Биография
Канат Мусатаев — воспитанник кзыл-ординского футбола. В качестве защитник выступал «СКИФ-Ордабасы» (Шымкент), «Шахтёр» (Караганда), «Иртыш» (Павлодар), «Тараз», «Кайсар» (Кызылорда) и других. С 343 играми входит в двадцатку футболистов, проведших наибольшее количество игр в чемпионате Казахстана.
Лучший футболист Казахстана 1994 года, 5 раз был включён в состав 33 лучших футболистов РК (1992, 1993, 1994, 1995, 1999).
Провел 9 матчей в составе национальной сборной Казахстана.
После окончания игровой карьеры работал помощником в клубе «Ордабасы» (Шымкент), позднее главным тренером в клубе «Тарлан» (Шымкент). Обладатель тренерской лицензии А.
С февраля 2012 года — заместитель спортивного директора ФФК.